# یاقوت
یاقوت یا یاکَند یا بَهرامَن نوع سرخ‌رنگ و متبلور کُرُندوم است که بعد از الماس سخت‌ترین کانی‌ها محسوب می‌شود. درجهٔ سختی یاقوت ۹ در مقیاس موس است. کرندوم از کانی‌های سنگ‌های آذرین و دگرگونی است و نوعی آلومین (اکسید آلومینیم) شمرده می‌شود که ممکن است حاوی مقدار کمی ناخالصی از عناصری همچون تیتانیم، مس، منگنز، کروم و آهن باشد. وجود این ناخالصی‌ها باعث ایجاد رنگ‌های گوناگون مانند آبی، زرد، بنفش، صورتی، نارنجی و سرخ در کرندوم می‌شود. کرندوم‌هایی که رنگی به‌جز سرخ و صورتی داشته باشند یاقوت کبود (نیلَم) نامیده می‌شوند و کرندوم‌های سرخ‌رنگ و صورتی با نام یاقوت سرخ شناخته می‌شوند.
بیشتر یاقوت جهان در کشورهای میانمار، سری‌لانکا، کنیا، ماداگاسکار، موزامبیک، گرینلند و افغانستان قرار دارد و مرغوب‌ترین آن‌ها در درهٔ موگوک در میانمار یافت می‌شود.

## ریشهٔ نام
ریشهٔ فرجامین این واژه از یونانی باستان hyakinthos است که یک بار از عربی به صورت «یاقوت» و یک بار از فارسی میانه به صورت یاکَند وارد فارسی شده‌است. خود زبان یونانی این واژه را از یکی از زبان‌های کهن ناهِندواروپایی مدیترانه‌ای به وام گرفته که اصل آن مشخص نیست.
واژهٔ ruby از ruber، در لاتین به معنی قرمز آمده است. رنگ یاقوت سرخ به دلیل وجود عنصر کروم است. همچنین یاقوت سنگ تولد ماه ژوئیه است.

## باور پیشینیان
یونانیان باور داشته‌اند که این سنگ به صاحبش نیروهای خاصی از جمله تندرستی، دانش، ثروت و موفقیت در عشق می‌دهد. بر پایهٔ باور پیشینیان، همهٔ گوهرها در آتش می‌گدازند به جز یاقوت رُمّانی. محمد بن محمود همدانی در کتاب عجایب‌نامه دربارهٔ یاقوت می‌گوید:
«طبع وی گرم و خشک است، به درجه رابع. هر که با خود دارد از طاعون ایمن بُوَد. یاقوت از زر و سرب سنگی‌تر بُوَد. معدن وی کوه رُهون است به سَرَندیب (سریلانکا) که آدم به آن فروآمد، و در میان دریاست. هر که یاقوت با خود دارد، خون در تن وی صافی کند و از خُمود و سکته و صرع ایمن بود.»

## نگارخانه

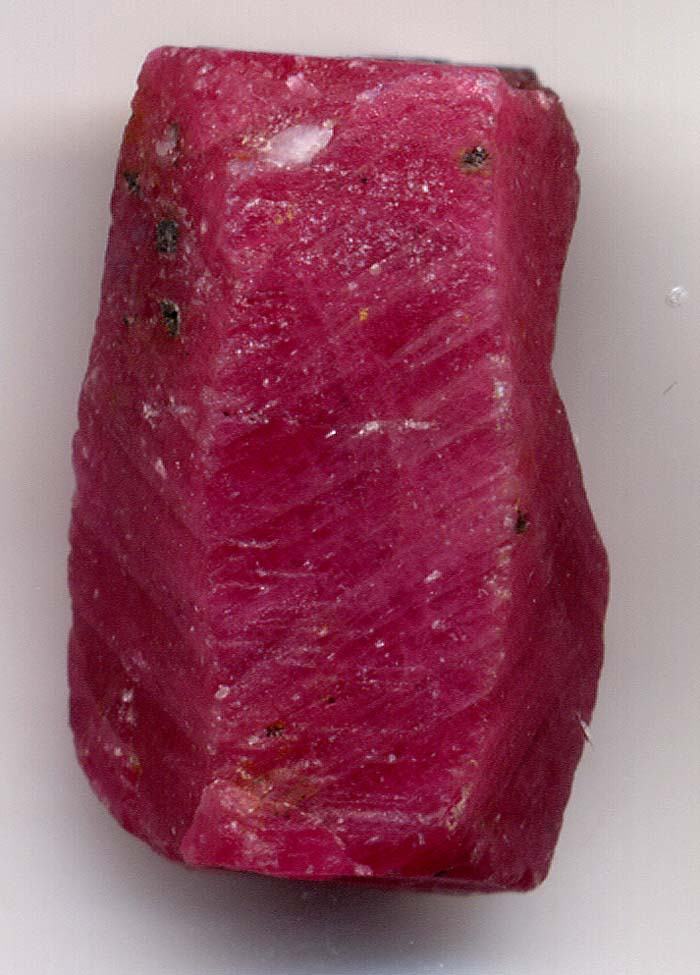
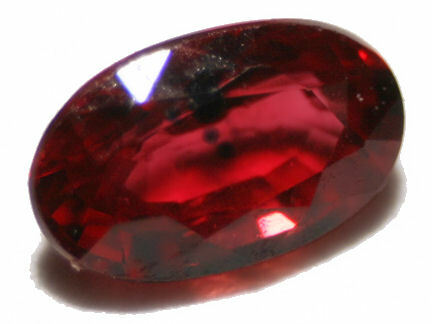
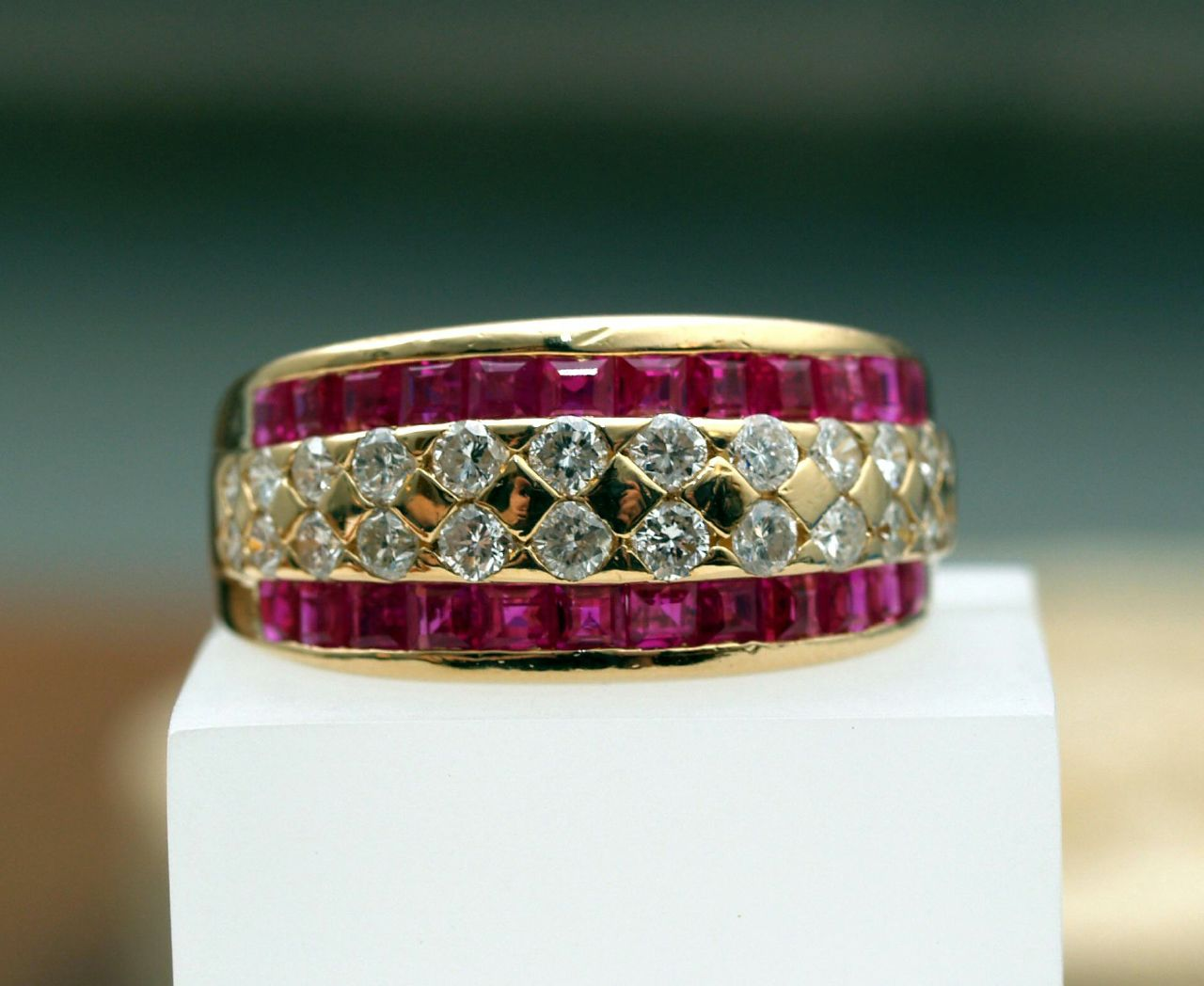